# 皮利普基夫齊
48°54′57″N 27°19′35″E / 48.91583°N 27.32639°E
皮利普基夫齊（烏克蘭語：Пилипківці），是烏克蘭西部的村莊，隸屬赫梅利尼茨基州的卡緬涅茨-波多利斯基區。該村始建於1494年，面積2.12平方公里，海拔高度289米，2001年人口708。